# Starčevićanac (Gospić)
Starčevićanac je bio list iz Gospića. Bile su novinama Starčevićeva kluba.
Izlazile su kao polumjesečnik.
Urednik je bio Marko Došen.
Prvi broj je izašao 17. siječnja 1907., a zadnji broj je izašao početkom svibnja 1908.